# Kostel svatého Felixe (Sušice)
Kostel svatého Felixe je římskokatolický chrám v Sušici v okrese Klatovy. Nachází se jihovýchodně od centra města a je součástí areálu tamního bývalého kapucínského kláštera, se kterým je chráněn jako kulturní památka České republiky.

## Historie
Základní kámen sušického kapucínského kláštera byl položen 16. září 1651, kostel byl vysvěcen 24. října 1655 kardinálem Arnoštem Vojtěchem z Harrachu. Jednolodní bezvěžový chrám má typický styl řádové kapucínské architektury s charakteristickým trojúhelníkovým štítem. Z pravé strany přiléhá k lodi oratoř, z levé strany dvě kaple, z nichž přední byla postavena až ve druhé polovině 18. století. Průčelí kostela bylo v 19. století upraveno. Klášter byl zrušen v roce 1950, k jeho obnově došlo roku 1993.